# 生生流転
「生生流転」（せいせいるてん）は、シンガーソングライター・さだまさしが1981年9月25日にリリースしたシングル曲である。

## 楽曲解説

### 生生流転
映画『長江』主題歌。

### むかし子供達は
クラヤ薬品のTV・CMイメージソングとして起用された。また、販売促進用のレコードが約1000枚プレスされ、プロパー経由で主要病院に配布された。後にベストアルバム『シングル・コレクション~Only SINGLES』に再収録された。

## 収録曲

### SIDE 1
「生生流転」（作詩・作曲・編曲：さだまさし、弦編曲：服部克久）

### SIDE 2
「むかし子供達は」（作詩・作曲：さだまさし、編曲：服部克久）